# RMS Magdalena
El RMS Magdalena fue un transatlántico de pasajeros y carga refrigerada de 17.547 toneladas de registro bruto que Harland and Wolff construyó en Belfast en 1948 para Royal Mail Lines (RML). Botado el 11 de mayo de 1948, era el tercer barco más grande construido en un astillero del Reino Unido en ese momento.
Construido como reemplazo de un barco perdido durante la Segunda Guerra Mundial, debía prestar servicio en la ruta entre Inglaterra y la costa este de Sudamérica. Naufragó en su viaje inaugural en 1949, siendo el sexto barco construido por Harland and Wolff en sufrir este destino. El pago del seguro de 2.295.000 £ fue el más alto realizado en ese momento por un accidente marítimo en el Reino Unido. Debido a las cambiantes condiciones comerciales, RML decidió no construir un buque de reemplazo.